# دن کوپه
دن کوپه (انگلیسی: Dan Coupe؛ 1885 – ۱۹۵۴ (۶۸−۶۹ سال)) بازیکن فوتبال بود.
از باشگاه‌هایی که در آن بازی کرده‌است می‌توان به باشگاه فوتبال وورکساپ تاون اشاره کرد.